# BE (Pain of Salvation)
BE è il quinto album in studio del gruppo musicale svedese Pain of Salvation, pubblicato nel settembre 2004 dalla Inside Out Music.
Si tratta di un concept album riguardante l'esistenza di Dio e la specie umana. Tutte le tracce sono composte dal frontman Daniel Gildenlöw ad eccezione della traccia 13, scritta da Gildenlöw ed Hermansson. Assieme alla band presenta anche un'orchestra di nove componenti, The Orchestra of Eternity, che compare più volte durante l'album. Sarà l'ultimo album con Kristoffer Gildenlöw al basso.

## Concept
BE tenta di esplorare le numerose sfaccettature dell'esistenza umana. Inizia con la descrizione di Animae, qualcosa o qualcuno che esiste da quando riesce a ricordare, contempla la natura della sua esistenza e in seguito inizia un percorso di conoscenza con le parole: "I will call myself GOD and I will spend the rest of forever trying to figure out who I am". ("Chiamerò me stesso Dio e trascorrerò il resto dell'eternità cercando di capire chi sono"). La storia continua da qui. I personaggi che appaiono nel corso dell'album sono i seguenti:
- Animae: Animae è nell'album la rappresentazione di Dio, o una natura divina.
- Nauticus: Nauticus è il nome di un immaginario satellite artificiale che, secondo il concept, è il più intelligente mai creato. Come il suo "vicino" dei mari, Nauticus vagabonda nello spazio, cercando risposte per salvare la Terra da sé stessa.
- Imago: Imago è la rappresentazione dell'umanità nella sua forma più naturale. Imago è il riflesso di Animae.
- Dea Pecuniae: Dea Pecuniae può essere vista come la parte femminile di Mr. Money, o la Eva del lato oscuro dell'umanità. Rappresenta il peccato.
- Mr. Money: Mr. Money è il personaggio principale della storia; un uomo con grandi ricchezze sulla Terra, che spende in ricerche criogeniche per realizzare il suo desiderio: essere congelato, senza essere svegliato prima di diventare immortale. Rappresenta il lato più oscuro dell'uomo, l'Adamo per Dea Pecuniae.

Le sonorità e lo stile dell'album sono diversi da quelli dei precedenti album dei Pain of Salvation, ma allo stesso tempo, sono influenzati da questi. L'album include: passaggi narrativi, una canzone folk, un brano gospel, un inno liturgico, pezzi progressive metal, un brano pianistico e chitarristico classico, una conversazione con una radio in sottofondo, letture di notizie ed anche una canzone che potrebbe essere adatta ad un musical di Broadway. Un'altra canzone consiste interamente in messaggi vocali lasciati sulla "segreteria telefonica" di Dio. Per realizzare questo brano, la band ha chiesto agli abbonati alla loro newsletter di chiamare un numero di telefono e dire qualunque cosa avrebbero voluto dire a Dio.
Nello scrivere BE, Daniel Gildenlöw ha attinto da diverse fonti di informazione ed ispirazione. Possono essere consultate sul sito dedicato all'album e vanno considerate come "punti di partenza" dagli ascoltatori per continuare il "loro viaggio attraverso BE".

## Tracce
1. Animae Partus (I Am) – 1:48
2. Deus Nova – 3:18
3. Imago (Homines Partus) – 5:11
4. Pluvius Aestivus – 5:00
5. Lilium Cruentus (Deus Nova) – 5:28
6. Nauticus (Drifting) – 4:58
7. Dea Pecuniae: Mr. Money/Permanere/I Raise My Glass – 10:09
8. Vocari Dei – 3:50
9. Diffidentia (Breaching the Core) – 7:36
10. Nihil Morari – 6:21
11. Latericius Valete – 2:27
12. Omni – 2:37
13. Iter Impius – 6:21
14. Martius/Nauticus II – 6:41
15. Animae Partus II – 4:08

## Formazione
- Daniel Gildenlöw – voce, chitarra
- Johan Hallgren – chitarra
- Kristoffer Gildenlöw – basso
- Fredrik Hermansson – tastiera
- Johan Langell – batteria